# Catocala perdita
Catocala perdita là một loài bướm đêm trong họ Erebidae.